# Światowe Wojskowe Igrzyska Sportowe 1995
1. Światowe Wojskowe Igrzyska Sportowe – międzynarodowe, multidyscyplinarne zawody dla sportowców-żołnierzy, które odbyły się w Rzymie od 4 do 16 września 1995 roku.
Wśród gości imprezy znaleźli się prezydent Włoch Oscar Luigi Scalfaro, ówczesny szef IAAF Primo Nebiolo oraz szef MKOl Juan Antonio Samaranch. Uczestnicy igrzysk wzięli udział w audiencji z papieżem Janem Pawłem II. Zawodnicy z 93 krajów skupionych w CISM rywalizowali w 17 dyscyplinach. Najwięcej medali zdobyli reprezentanci Rosji łącznie 127 (w tym 62 złote, 28 srebrne oraz 37 brązowe).

## Rozgrywane dyscypliny
Zawody obejmowały 17 dyscyplin sportowych. Piłkę wodną, skoki do wody oraz sportowe ratownictwo wodne jako konkurencje włączono do dyscypliny pływania.

- Boks
- Jeździectwo
- Judo
- Kolarstwo
- Koszykówka
- Lekkoatletyka
- Pięciobój morski
- Pięciobój nowoczesny
- Pięciobój wojskowy
- Piłka nożna
- Piłka siatkowa (HM HK)
- Pływanie
  -  Piłka wodna
  -  Ratownictwo wodne
  -  Skoki do wody
- Spadochroniarstwo
- Strzelectwo
- Szermierka
- Triathlon
- Zapasy

## Polscy reprezentanci
Polska uczestniczyła w 1. letnich igrzyskach wojskowych, zdobyła 17 medale w 9 dyscyplinach sportowych.  Największymi gwiazdami w polskiej ekipie byli strzelcy: Renata Mauer – zdobywczyni złotego (indywidualnie) i brązowego medalu drużynowo wraz z Anetą Pochowską. W chodzie na 20 km doszło do dużej niespodzianki ponieważ faworyt konkurencji Robert Korzeniowski musiał się zadowolić tylko srebrnym medalem, a wygrał 21-letni chodziarz z Włoch Michele Didoni.

## Klasyfikacja medalowa
Podczas igrzysk wojskowych łączna liczba samych złotych medali wyniosła 179 we wszystkich dyscyplinach. Reprezentacje narodowe 46 państw zdobyły medale.
     * Organizator zawodów został zaznaczony tym kolorem, Polskę oznaczono tekstem pogrubionym.
| Miejsce            | Reprezentacja      | Złoto | Srebro | Brąz | Razem |
| 1                  | Rosja              | 62    | 28     | 37   | 127   |
| 2                  | Włochy *           | 22    | 16     | 13   | 51    |
| 3                  | Chiny              | 11    | 20     | 15   | 46    |
| 4                  | Francja            | 9     | 13     | 15   | 37    |
| 5                  | Korea Północna     | 9     | 8      | 5    | 22    |
| 6                  | Niemcy             | 8     | 16     | 22   | 46    |
| 7                  | Ukraina            | 7     | 14     | 9    | 30    |
| 8                  | Francja            | 9     | 5      | 10   | 24    |
| 9                  | Turcja             | 6     | 1      | 2    | 9     |
|                    |                    |       |        |      |       |
| 10                 | Polska             | 4     | 5      | 8    | 17    |
|                    |                    |       |        |      |       |
| Ogółem (46 państw) | Ogółem (46 państw) | 179   | 177    | 206  | 562   |

Źródło: